# Argumento del periastro

Elementos orbitales de un cuerpo alrededor del Sol.

El argumento del periastro (símbolo {\displaystyle \omega \,}) es uno de los elementos orbitales utilizados para especificar la órbita de un cuerpo celeste. Es el ángulo que va desde el nodo ascendente hasta el periastro, medido en el plano orbital del objeto y en su sentido de su movimiento. Para órbitas ecuatoriales, en los que no hay nodo ascendente, y para órbitas circulares, que no tienen periastro, no está definido. Para objetos que orbitan el Sol, se llama argumento del perihelio y para objetos que orbitan la Tierra, argumento del perigeo.

## Argumento del periápside
El argumento de periápside (también llamado argumento de perifoco o argumento de pericentro), simbolizado como ω es uno de los elementos orbitales de un cuerpo en órbita. Paramétricamente, ω es el ángulo desde el nodo ascendente del cuerpo hasta su periápside, medido en la dirección del movimiento.
Para tipos específicos de órbitas, palabras como perihelio (para órbitas heliocéntricas), perigeo (para órbitas geocéntricas), periastro (para órbitas alrededor de estrellas), etc. pueden reemplazar la palabra periápside.
Un argumento de periápside de 0° significa que el cuerpo en órbita estará en su máxima aproximación al cuerpo central en el mismo momento en que cruza el plano de referencia de sur a norte. Un argumento de periápside de 90° significa que el cuerpo en órbita alcanzará el periápside en su distancia más al norte del plano de referencia.